# Robert Kilwardby
Robert Kilwardby OP (ur. ok. 1215 w Leicestershire lub Yorkshire, zm. 12 września 1279 w Viterbo) – angielski kardynał.

## Życiorys
Studiował na uniwersytecie paryskim, gdzie w 1237 uzyskał doktorat. Następnie podjął studia na Oxfordzie, gdzie uzyskał doktorat z teologii ok. 1255. W latach 1237–1245 pracował jako wykładowca w Paryżu, a później w Oxfordzie, kiedy to około roku 1250 wstąpił do dominikanów. Przyjął święcenia kapłańskie i wkrótce został przeorem swojego klasztoru.
11 października 1272 został wybrany arcybiskupem Canterbury. Sakrę biskupią przyjął 26 lutego 1273. Po śmierci króla Henryka III, zatwierdził Edwarda I jako nowego króla i ustanowił regencję do czasu powrotu króla z VII wyprawy krzyżowej. Uczestniczył w soborze lyońskim II, a 19 sierpnia 1274 koronował Edwarda I. W 1276 rozpoczął starania o kanonizację Ryszarda de Wyche. 12 marca 1278 został kreowany kardynałem biskupem diecezji Porto-Santa Ruffina. Wkrótce potem wyjechał do Viterbo, gdzie napisał wiele dzieł na temat filozofii i świętych ksiąg. Zmarł prawdopodobnie w wyniku otrucia.